# Giải Oscar lần thứ 72
Giải Oscar lần thứ 72 là giải thưởng được trao ở 23 hạng mục thuộc lĩnh vực điện ảnh được ra mắt trong khoảng thời gian năm 1999, bởi Viện Hàn lâm Khoa học và Nghệ thuật Điện ảnh Hoa Kỳ. Lễ trao giải được tổ chức vào ngày 26 tháng 3 năm 2000 tại Shrine Auditorium, thành phố Los Angeles. Nam diễn viên Billy Crystal lần thứ 7 đảm nhận vị trí dẫn chương trình, lần đầu tiên ông giữ vai trò này là vào Lễ trao giải Oscar lần thứ 62 năm 1990. Vào 4 tháng 3, lẽ trao giải Thành tựu kỹ thuật được tổ chức tại Beverly Hills do nữ diễn viên Salma Hayek dẫn dắt.
Vẻ đẹp Mỹ giành được chiến thắng vang dội ở 5 hạng mục trong đó có Phim hay nhất, Đạo diễn xuất sắc nhất và Nam diễn viên chính xuất sắc nhất. Những giải thưởng còn lại lần lượt thuộc về Ma trận với bốn giải thưởng; The Cider House Rules và Topsy-Turvy với hai giải. Các phim All About My Mother, Boys Don't Cry, Girl, Interrupted, King Gimp, My Mother Dreams the Satan's Disciples in New York, Ông Già và Biển Cả, One Day in September, The Red Violin, Sleepy Hollow và Tarzan mỗi phim giành một giải.

## Giải thưởng và đề cử
Các đề cử cho Giải Oscar lần thứ 72 được công bố vào ngày 15 tháng 1 năm 2000 bởi chủ tịch viện Hàn lâm Robert Rehme và nam diễn viên Dustin Hoffman. Vẻ đẹp Mỹ dẫn đầu danh sách với 8 đề cử, The Cider House Rules và The Insider đứng thứ hai với 7 đề cử mỗi phim.
Tại lễ trao giải, Sam Mendes là đạo diễn thứ 6 thắng giải ở ngay lần đề cử đầu tiên trong sự nghiệp. Nam diễn viên xuất sắc nhất Kevin Spacey trở thành nam diễn viên thứ 10 giành được giải thưởng ở cả hai vai trò vai chính và vai phụ. Từ chiến thắng của Jon Voight trong hạng mục diễn viên chính xuất sắc nhất và giải nữ diễn viên phụ xuất sắc của Angelina Jolie đã đưa họ trở thành cặp cha-con thứ hai từng giành giải Oscar.

### Các giải thưởng

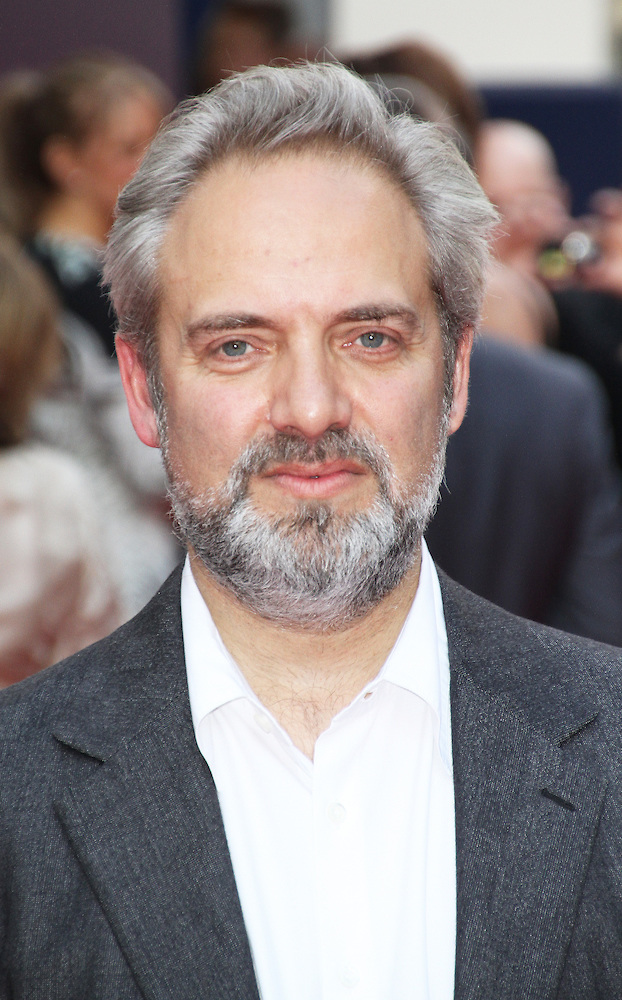
Sam Mendes, Đạo diễn xuất sắc nhất

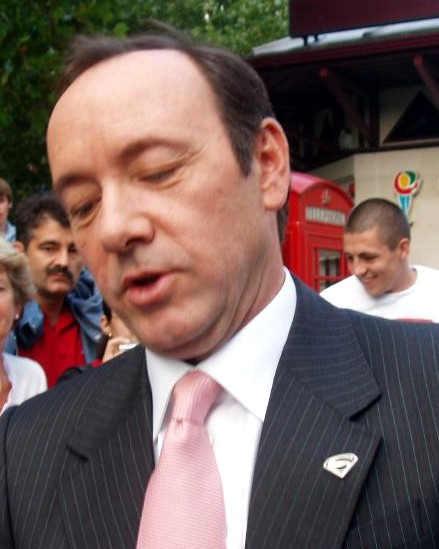
Kevin Spacey, Nam diễn viên chính xuất sắc nhất

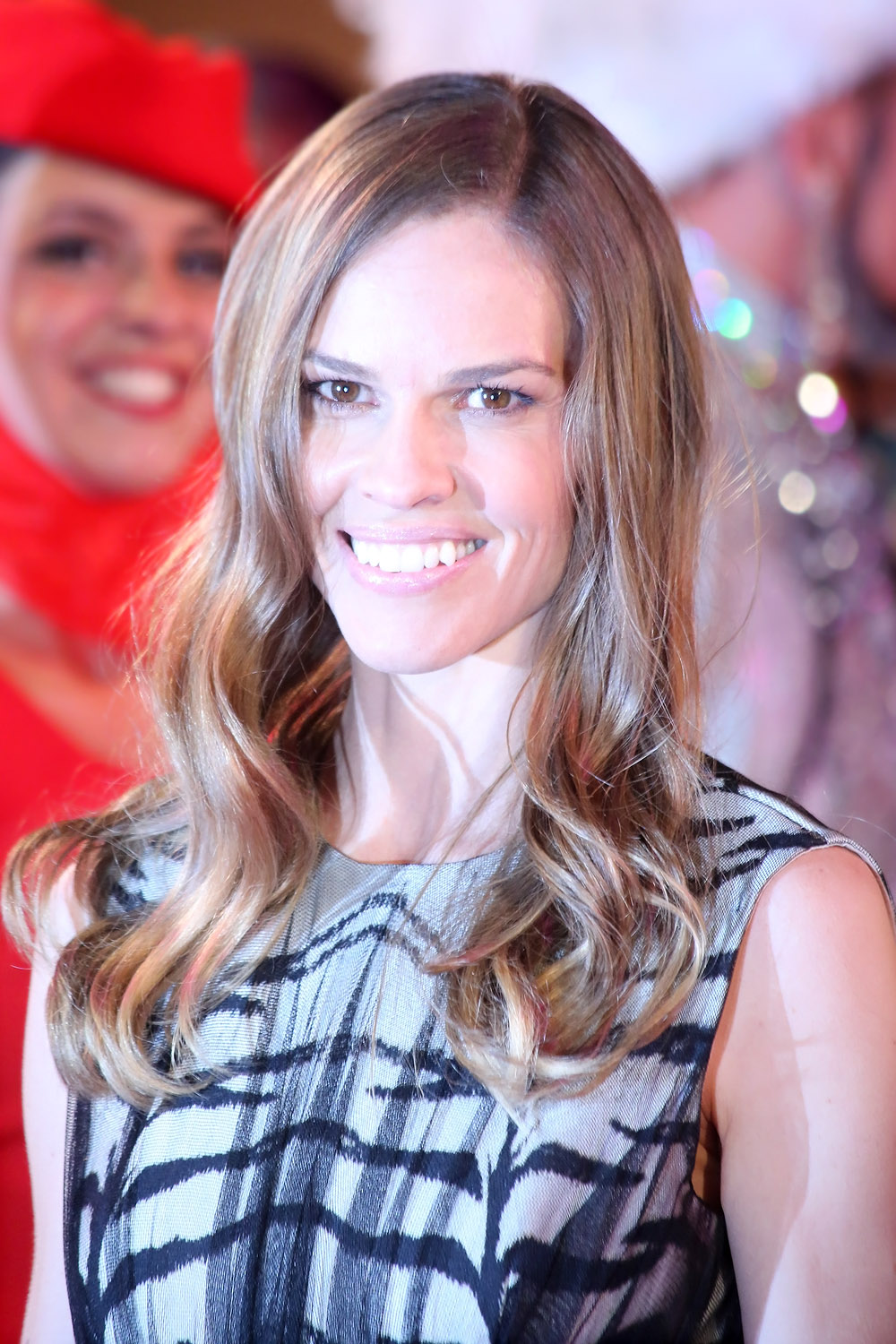
Hilary Swank, Nữ diễn viên chính xuất sắc nhất

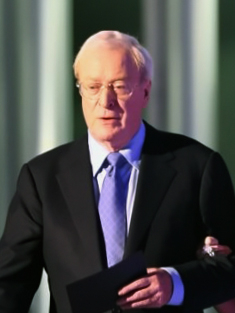
Michael Caine, Nam diễn viên phụ xuất sắc nhất

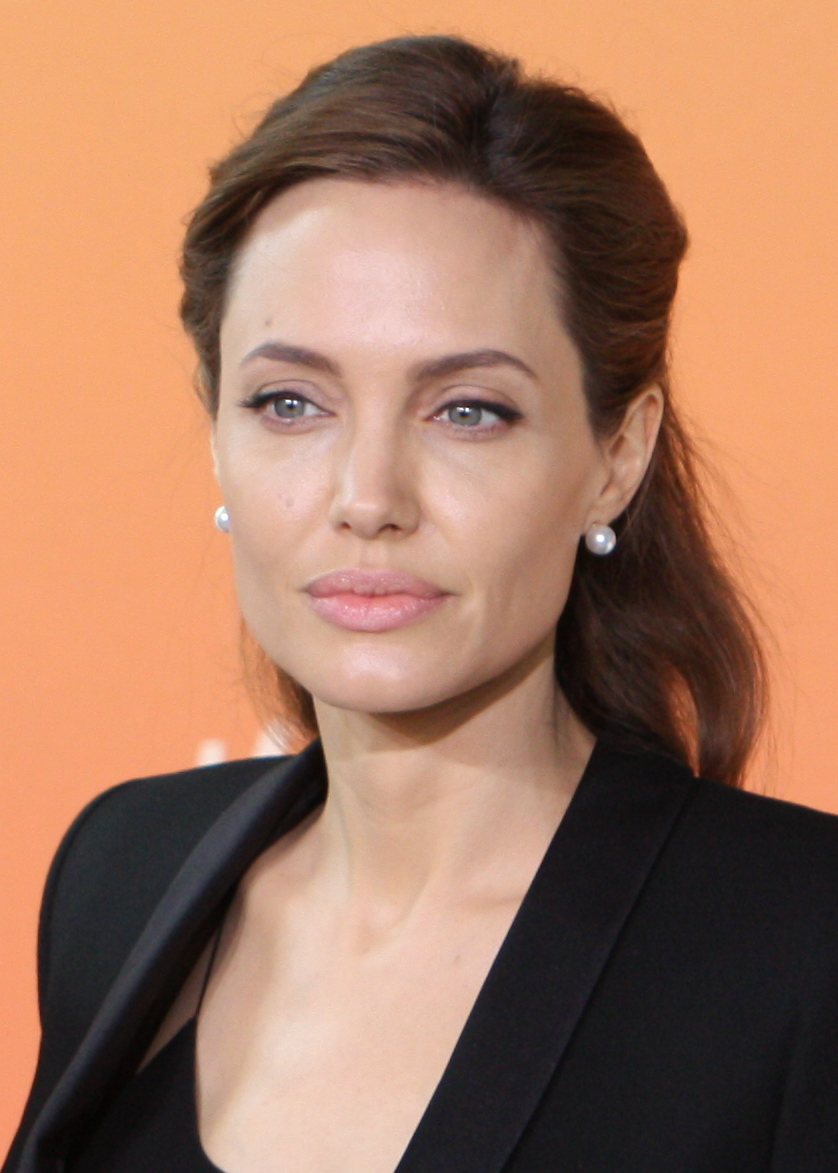
Angelina Jolie, Nữ diễn viên phụ xuất sắc nhất

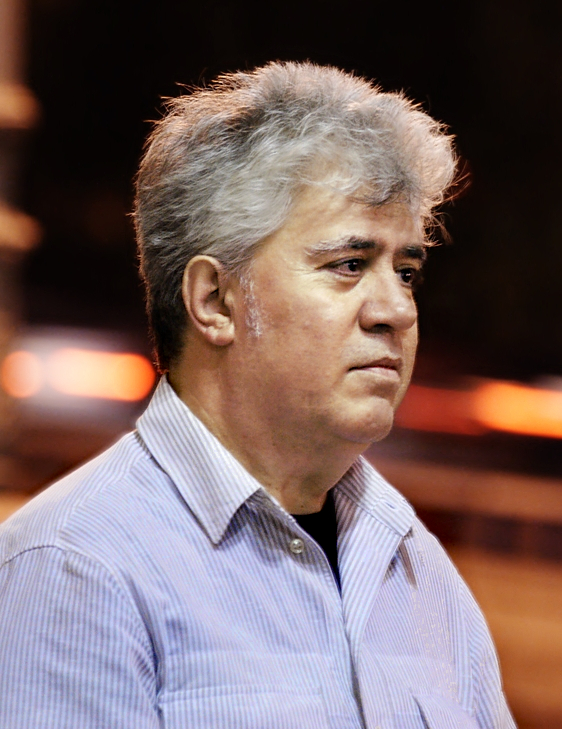
Pedro Almodóvar, Đạo diễn phim nước ngoài hay nhất

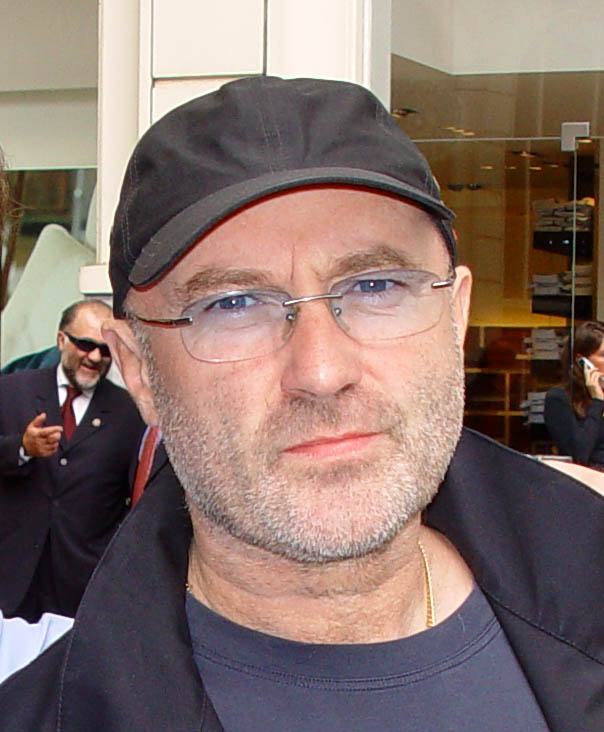
Phil Collins, Ca sĩ trình bày bài hát trong phim hay nhất

Tên phim và người thắng giải được in đậm
| Phim hay nhất - Vẻ đẹp Mỹ – Bruce Cohen và Dan Jinks - The Cider House Rules – Richard N. Gladstein - The Green Mile – Frank Darabont, David Valdes - The Insider – Michael Mann, Pieter Jan Brugge - Giác quan thứ sáu – Kathleen Kennedy, Frank Marshall, Barry Mendel                                                                                   | Đạo diễn xuất sắc nhất - Sam Mendes – Vẻ đẹp Mỹ - Lasse Hallström – The Cider House Rules - Spike Jonze – Being John Malkovich - Michael Mann – The Insider - M. Night Shyamalan – Giác quan thứ sáu |
| Nam diễn viên chính xuất sắc nhất - Kevin Spacey – Vẻ đẹp Mỹ trong vai Lester Burnham - Russell Crowe – The Insider trong vai Jeffrey Wigand - Richard Farnsworth – The Straight Story trong vai Alvin Straight - Sean Penn – Sweet and Lowdown trong vai Emmet Ray - Denzel Washington – The Hurricane trong vai Rubin Carter                             | Nữ diễn viên chính xuất sắc nhất - Hilary Swank – Boys Don't Cry trong vai Brandon Teena/Teena Ray Brandon - Annette Bening – Vẻ đẹp Mỹ trong vai Carolyn Burnham - Janet McTeer – Tumbleweeds trong vai Mary Jo Walker - Julianne Moore – The End of the Affair trong vai Sarah Miles - Meryl Streep – Music of the Heart trong vai Roberta Guaspari |
| Nam diễn viên phụ xuất sắc nhất - Michael Caine – The Cider House Rules trong vai Dr. Wilbur Larch - Tom Cruise – Magnolia trong vai Frank T.J. Mackey - Michael Clarke Duncan – The Green Mile trong vai John Coffey - Jude Law – The Talented Mr. Ripley trong vai Dickie Greenleaf - Haley Joel Osment – Giác quan thứ sáu trong vai Cole Sear          | Nữ diễn viên phụ xuất sắc nhất - Angelina Jolie – Girl, Interrupted trong vai Lisa Rowe - Toni Collette – Giác quan thứ sáu trong vai Lynn Sear - Catherine Keener – Being John Malkovich trong vai Maxine Lund - Samantha Morton – Sweet and Lowdown trong vai Hattie - Chloë Sevigny – Boys Don't Cry as Lana Tisdel |
| Kịch bản gốc xuất sắc nhất - Vẻ đẹp Mỹ – Alan Ball - Being John Malkovich – Charlie Kaufman - Magnolia – Paul Thomas Anderson - Giác quan thứ sáu – M. Night Shyamalan - Topsy-Turvy – Mike Leigh | Kịch bản chuyển thể xuất sắc nhất - The Cider House Rules – John Irving từ tiểu thuyết The Cider House Rules của John Irving - Election – Alexander Payne và Jim Taylor từ tiểu thuyết Election của Tom Perrotta - The Green Mile – Frank Darabont từ truyện The Green Mile của Stephen King - The Insider – Michael Mann và Eric Roth từ bài viết "The Man Who Knew Too Much" của Marie Brenner - The Talented Mr. Ripley – Anthony Minghella từ tiểu thuyết The Talented Mr. Ripley của Patricia Highsmith |
| Phim ngoại ngữ hay nhất - All About My Mother bằng tiếng Tây Ban Nha – Pedro Almodóvar - Himalaya bằng tiếng Nepal – Éric Valli - Đông-Tây bằng tiếng Pháp – Régis Wargnier - Solomon & Gaenor bằng tiếng Wales – Paul Morrison - Under the Sun bằng tiếng Thụy Điển – Colin Nutley                                                                        | |
| Phim tài liệu xuất sắc nhất - One Day in September – Arthur Cohn và Kevin Macdonald - Buena Vista Social Club – Wim Wenders và Ulrich Felsberg - Genghis Blues – Roko Belic và Adrian Belic - On the Ropes – Nanette Burstein và Brett Morgen - Speaking in Strings – Paola di Florio và Lilibet Foster                                                    | Phim tài liệu ngắn xuất sắc nhất - King Gimp – Susan Hannah Hadary và William A. Whiteford - Eyewitness – Bert Van Bork - The Wildest Show in the South: The Angola Prison Rodeo – Simeon Soffer và Jonathan Stack |
| Phim ngắn hay nhất - My Mother Dreams the Satan's Disciples in New York – Barbara Schock và Tammy Tiehel - Bror, Min Bror – Henrik Ruben Genz và Michael W. Horsten - Killing Joe – Mehdi Norowzian và Steve Wax - Kleingeld – Marc-Andreas Bochert và Gabriele Lins - Major and Minor Miracles – Marcus Olsson                                            | Phim hoạt hình ngắn hay nhất - Ông Già và Biển Cả – Aleksandr Petrov - Humdrum – Peter Peake - My Grandmother Ironed the King's Shirts – Torill Kove - 3 Misses – Paul Driessen - When the Day Breaks – Wendy Tilby và Amanda Forbis |
| Nhạc phim hay nhất - The Red Violin – John Corigliano - Vẻ đẹp Mỹ – Thomas Newman - Angela's Ashes – John Williams - The Cider House Rules – Rachel Portman - The Talented Mr. Ripley – Gabriel Yared | Bài hát trong phim hay nhất - "You'll Be in My Heart" từ Tarzan – Nhạc và lời bởi Phil Collins - "Blame Canada]]" từ South Park: Bigger, Longer & Uncut – Nhạc và lời bởi Trey Parker và Marc Shaiman - "Music of My Heart" từ Music of the Heart – Nhạc và lời bởi Diane Warren - "Save Me" từ Magnolia – Nhạc và lời bởi Aimee Mann - "When She Loved Me" từ Câu chuyện đồ chơi 2 – Nhạc và lời bởi Randy Newman                                                                                           |
| Biên tập âm thanh xuất sắc nhất - Ma trận – Dane A. Davis - Fight Club – Ren Klyce và Richard Hymns - Chiến tranh giữa các vì sao (Phần I): Bóng ma đe dọa – Ben Burtt và Tom Bellfort | Âm thanh xuất sắc nhất - Ma trận – John T. Reitz, Gregg Rudloff, David E. Campbell và David Lee - The Green Mile – Robert J. Litt, Elliot Tyson, Michael Herbick và Willie D. Burton - The Insider – Andy Nelson, Doug Hemphill và Lee Orloff - The Mummy – Leslie Shatz, Chris Carpenter, Rick Kline và Chris Munro - Chiến tranh giữa các vì sao (Phần I): Bóng ma đe dọa – Gary Rydstrom, Tom Johnson, Shawn Murphy và John Midgley                                                                       |
| Chỉ đạo nghệ thuật xuất sắc nhất - Sleepy Hollow – Rick Heinrichs và Peter Young - Anna and the King – Luciana Arrighi và Ian Whittaker - The Cider House Rules – Art Direction: David Gropman và Beth Rubino - The Talented Mr. Ripley – Roy Walker và Bruno Cesari - Topsy-Turvy – Art Direction: Eve Stewart; Set Decoration: Eve Stewart and John Bush | Quay phim xuất sắc nhất - Vẻ đẹp Mỹ – Conrad L. Hall - The End of the Affair – Roger Pratt - The Insider – Dante Spinotti - Sleepy Hollow – Emmanuel Lubezki - Snow Falling on Cedars – Robert Richardson |
| Hóa trang xuất sắc nhất - Topsy-Turvy – Christine Blundell và Trefor Proud - Austin Powers: The Spy Who Shagged Me – Michèle Burke và Mike Smithson - Bicentennial Man – Greg Cannom - Life – Rick Baker | Thiết kế trang phục xuất sắc nhất - Topsy-Turvy – Lindy Hemming - Anna and the King – Jenny Beavan - Sleepy Hollow – Colleen Atwood - The Talented Mr. Ripley – Gary Jones và Ann Roth - Titus – Milena Canonero |
| Biên tập xuất sắc nhất - Ma trận – Zach Staenberg - Vẻ đẹp Mỹ – Tariq Anwar và Christopher Greenbury - The Cider House Rules – Lisa Zeno Churgin - The Insider – William Goldenberg, Paul Rubell và David Rosenbloom - Giác quan thứ sáu – Andrew Mondshein                                                                                                | Hiệu ứng xuất sắc nhất - Ma trận – John Gaeta, Janek Sirrs, Jon Thum và Steve Courtley - Chiến tranh giữa các vì sao (Phần I): Bóng ma đe dọa – John Knoll, Dennis Muren, Scott Squires và Rob Coleman - Stuart Little – John Dykstra, Jerome Chen, Henry F. Anderson III và Eric Allard |

### Giải Oscar nhân đạo
- Andrzej Wajda[16]

### Giải thưởng Irving G. Thalberg
- Warren Beatty[17]

### Phim có nhiều giải thưởng và đề cử
| Số đề cử | Phim                                                 |
| -------- | ---------------------------------------------------- |
| 8        | Vẻ đẹp Mỹ                                            |
| 7        | The Cider House Rules                                |
| 7        | The Insider                                          |
| 6        | Giác quan thứ sáu                                    |
| 5        | The Talented Mr. Ripley                              |
| 4        | The Green Mile                                       |
| 4        | Ma trận                                              |
| 4        | Topsy-Turvy                                          |
| 3        | Being John Malkovich                                 |
| 3        | Magnolia                                             |
| 3        | Sleepy Hollow                                        |
| 3        | Chiến tranh giữa các vì sao (Phần I): Bóng ma đe dọa |
| 2        | Anna and the King                                    |
| 2        | Boys Don't Cry                                       |
| 2        | The End of the Affair                                |
| 2        | Music of the Heart                                   |
| 2        | Sweet and Lowdown                                    |

| Giải thưởng | Phim                  |
| ----------- | --------------------- |
| 5           | Vẻ đẹp Mỹ             |
| 4           | Ma trận               |
| 2           | The Cider House Rules |
| 2           | Topsy-Turvy           |